# Landschaftsschutzgebiet Schmallenberg Nordwest

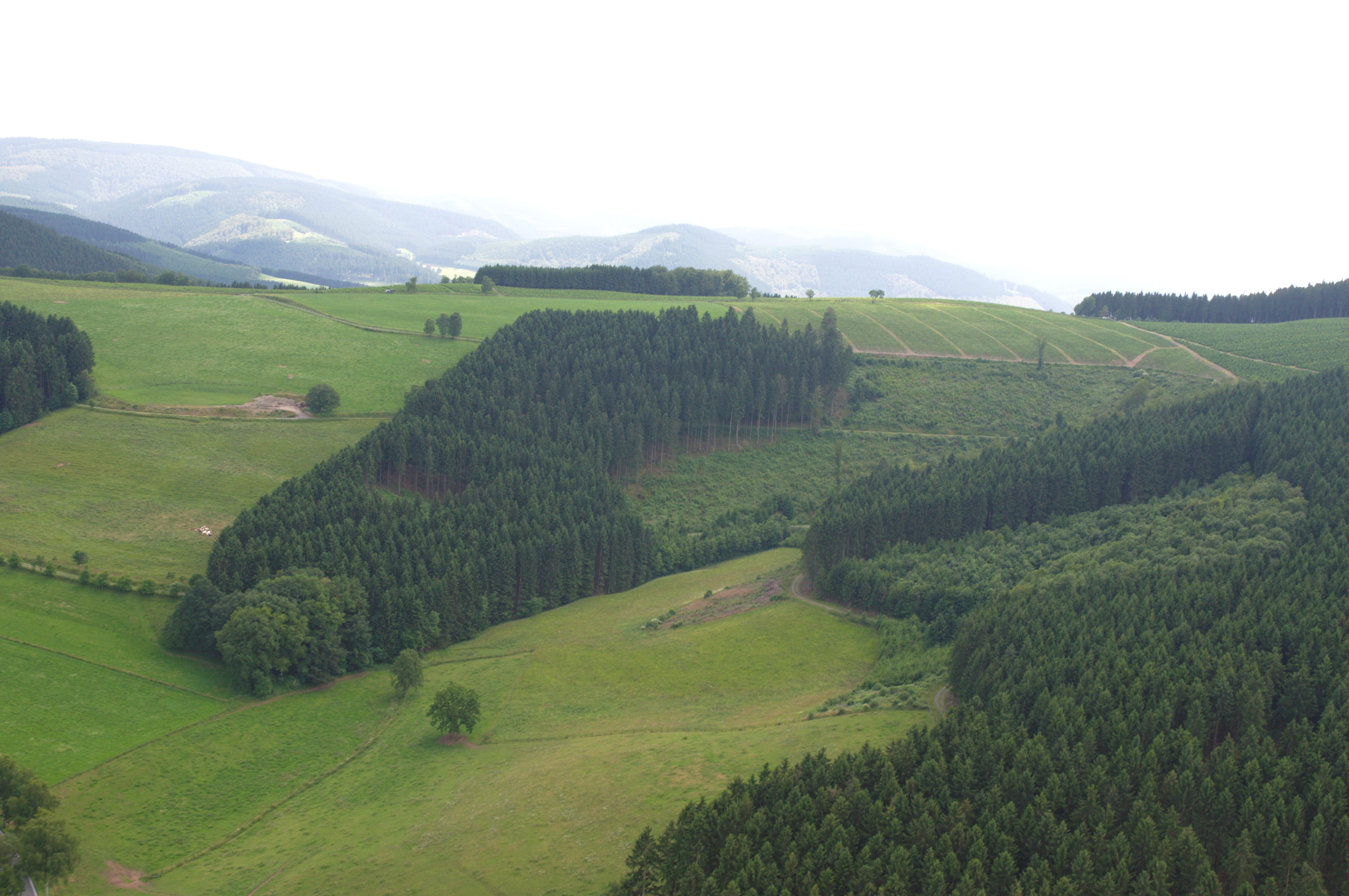
Wald im Bild gehört zum Landschaftsschutzgebiet Schmallenberg Nordwest

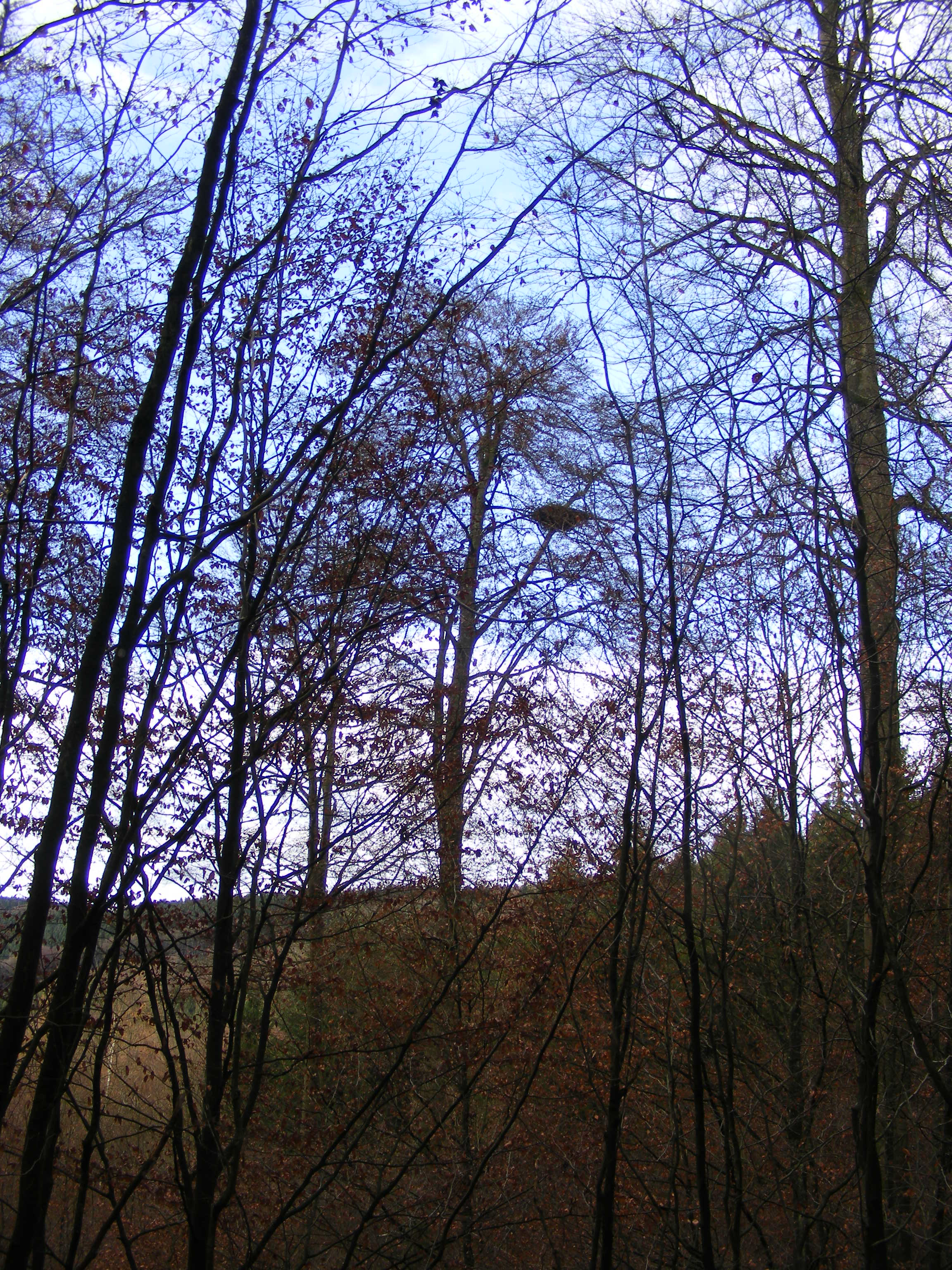
Schwarzstorchhorst im Landschaftsschutzgebiet Schmallenberg Nordwest auf einer Rotbuche

Das Landschaftsschutzgebiet Schmallenberg Nordwest mit einer Fläche von 7166,6 ha liegt im Stadtgebiet Schmallenberg. Das Landschaftsschutzgebiet wurde 2008 mit dem Landschaftsplan Schmallenberg Nordwest durch den Kreistag des Hochsauerlandkreises als Landschaftsschutzgebiet (LSG) ausgewiesen. 

## Beschreibung
Das LSG liegt im Nordwesten des Stadtgebietes von Schmallenberg. Zum Großteil handelt es sich um Wälder mit Fichtenbestockung und intensiv genutztes Grünland.
Das LSG Schmallenberg Nordwest wurde als LSG Typ A, Allgemeiner Landschaftsschutz, ausgewiesen. Es ist unter anderem das Errichten von Bauten verboten. Erstaufforstungen und auch die Neuanlage von Weihnachtsbaumkulturen, Schmuckreisig- und Baumschulkulturen unterliegen einer behördlichen Genehmigung der Unteren Landschaftsbehörde bzw. seit 2016 der Unteren Naturschutzbehörde. Im Stadtgebiet gibt es noch das LSG Typ A Landschaftsschutzgebiet Schmallenberg Südost. Dazu kommen noch 129 Landschaftsschutzgebiete vom Typ B und C.

## Rechtliche Vorschriften
Erstaufforstungen und auch die Neuanlage von Weihnachtsbaumkulturen, Schmuckreisig- und Baumschulkulturen unterliegen einer behördlichen Genehmigung der Unteren Landschaftsbehörde. Wie in den anderen Landschaftsschutzgebieten vom Typ A besteht im LSG ein Verbot Bauwerke zu errichten. Vom Verbot ausgenommen sind Bauvorhaben für Gartenbaubetriebe, Land- und Forstwirtschaft, der öffentlichen Versorgung mit Elektrizität, Gas, Telekommunikationsdienstleistungen, Wärme und Wasser, der Abwasserwirtschaft oder einen bestehenden angrenzenden gewerblichen Betrieb (§ 35 Abs. 1 Nr. 1 und 2 des Baugesetzbuches). Auch der Bau von Windkraftanlagen und Wasserkraftwerken ist mit Baugenehmigung erlaubt.